# 安田村 (島根県能義郡)
安田村（やすだむら）は、島根県能義郡にあった村。現在の安来市伯太町安田、伯太町安田中、伯太町安田関、伯太町安田宮内、伯太町安田山形、伯太町未明にあたる。

## 地理
- 河川：安田川[1]

## 歴史
- 1889年（明治22年）4月1日、町村制の施行により、能義郡安田村、安田中村、安田関村、安田宮内村、安田山形村、未明村が合併して村制施行し、安田村が発足[1][1]。
- 1932年（昭和7年）信用組合設立[2]。
- 1952年（昭和27年）11月3日、能義郡母里村、井尻村と合併し伯太村を新設して廃止された[1][2]。

### 地名の由来
当地方の最も大村の名称による。

## 産業
- 農業、養蚕[1]